# Xanthorhoe quartanata
Xanthorhoe quartanata là một loài bướm đêm trong họ Geometridae.